# Leiopus nebulosus
Leiopus nebulosus је врста инсекта из реда тврдокрилаца (Coleoptera) и породице стрижибуба (Cerambycidae). Сврстана је у потпородицу Lamiinae. Веома је слична врсти Leiopus linnei која је описана тек 2010. године, па је вероватно велики број налаза врсте L. linnei погрешно идентификован као L. nebulosus.

## Распрострањеност
Врста је распрострањена на подручју Европе, западне Русије. У Србији се среће спорадично.

## Опис
Тело је са тамним или светлосмеђим томентом одоздо. Пронотум је попречан, са уназад повијеном бочном бодљом. На елитронима су смеђе пегице, уз две широке мрљасте врпце.  Дужина тела је од 5 до 10 mm.

## Биологија
Животни циклус траје једну до две године. Ларве су полифагне и развијају се 1-2 године у лишћарима и у четинарима по влажним мртвим гранама, стаблима и пањевима. Адулти се налазе на обореним влажним гранама покривене коровом. Одрасле јединке се срећу од маја до октобра.

## Синоними
- Cerambyx nebulosus Linnaeus, 1758
- Liopus nebulosus (Linnaeus) Colas, 1928
- Cerambyx bifasciatus Goeze, 1777 nec Linnaeus, 1767
- Cerambyx monilis Goeffroy, 1785
- Cerambyx taeniatus Gmelin, 1790